# پروژه جنوآ
پروژه جِنوآ (به انگلیسی: Project Genoa) یک پروژه نرم‌افزاری به سفارش آژانس پروژه‌های پژوهشی پیشرفتهٔ دفاعی (دارپا) بود که برای تحلیل داده و فراداده بسیار بزرگ توسعه داده شد تا به کارمندان تحلیل‌گر ضدتروریسم کمک کند.

## خلاصه برنامه
کاربرد اولیه برنامه، تجزیه و تحلیل اطلاعات برای کمک به کارمندان تحلیل‌گر بود.
پروژه جنوآ برای هر دو رویکرد بالا به پایین و پایین به بالا طراحی شده بود. یک سیاست‌گذار می‌توانست یک حمله احتمالی را فرض کند و از جنوآ برای یافتن شواهد پشتیبان چنین طرحی استفاده کند، یا بخش‌های گوناگون اطلاعات را در یک نمودار، کنار هم می‌گذاشت و پیامدهای احتمالی را پیشنهاد می‌کرد. سپس تحلیل‌گران می‌توانستند این نمودار را تغییر دهند تا حالت‌های مختلف را آزمایش کنند.
شرکت‌هایی چون Integral Visuals ,Saffron Technology، و Syntek Technologies با پروژه جنوآ همکاری می‌کردند. هزینه این پروژه تا پایان تکمیل آن ۴۲ میلیون دلار آمریکا بود.

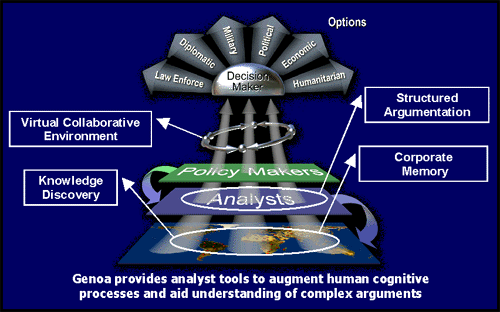
ترسیمی از برنامه آگاهی کامل از اطلاعات که هدف‌های پروژه جنوآ را نشان می‌دهد.

## تاریخچه
دریابان بازنشسته، جان پویندکستر (یکی از بازیگران اصلی ماجرای مک‌فارلین)، در ۱۹۹۵ (میلادی) پروژه جنوآ را پیشنهاد داد. در آن هنگام، جان پویندکستر در شرکت Syntek Technologies کار می‌کرد که معمولاً پیمان‌کار عمومی وزارت دفاع ایالات متحده آمریکا بود. او سامانه رایانه‌ای را پیشنهاد کرد که به کارکنان، کمک می‌کرد حجم بسیار بزرگی از داده را بشکنند تا تهدیدهای احتمالی علیه امنیت ملی را به شکل موثرتری پیش‌بینی کنند. پویندکستر، ایده خود را برای همکاران پیشین خود که در شورای امنیت ملی ایالات متحده آمریکا با آنها کار می‌کرد تعریف کرد.
در آن سال، گروهی از پژوهشگران برای اجرای پروژه جنوآ، گرد هم آمدند و به بررسی رویدادهای تاریخی گوناگون پرداختند که می‌شد از این پروژه در آنها استفاده کرد. حادثه حمله با گاز سارین در متروی توکیو در ۲۰ مارس ۱۹۹۵ محور اصلی پروژه جنوآ بود. به جای تمرکز بر خود حمله، پژوهشگران جنوآ به پیشینه فرقه اوم شینریکو (گروهی که این حملات را انجام دادند) نگاه کردند تا شواهدی را پیدا کنند که می‌توانست قصد آن از این حمله را نشان دهد.
این پژوهشگران برای طرح ایده خود، یک مرکز فرماندهی ساختگی در ساختمان اصلی آژانس پروژه‌های پژوهشی پیشرفتهٔ دفاعی (دارپا) ترتیب دادند که پُر از نمایشگرهای رایانه‌ای بود که کارمندان آن، هنرپیشه بودند. مخاطب، یک سناریوی ساختگی را می‌دید که پیش از آن، رخ داده بود و راهنمایی‌های لازم، همزمان و به صورت پویانمایی، ارائه می‌شدند. پویندکستر این شبیه‌سازی را «یک روز از زندگی یک تحلیل‌گر» نامید. یک مرکز ساختگی دیگر در نزدیکی ساختمان اصلی آژانس پروژه‌های پژوهشی پیشرفتهٔ دفاعی (دارپا) باز شد که برای صحنه‌آرایی آن با هدف مورد نظر، از صحنه‌آرایان سینمای آمریکا کمک گرفته شد. برخی بازدیدکنندگان برجسته این نمایشگاه، ریچارد ای. کلارک، جان مایکل مکانل، و جیمز کلپر بودند.
توسعه جنوآ با نظارت آژانس پروژه‌های پژوهشی پیشرفتهٔ دفاعی (دارپا) در ۱۹۹۶ (میلادی) آغاز شد و پس از تکمیل در پایان سال مالی ۲۰۰۲ (میلادی) بخشی از برنامه آگاهی کامل از اطلاعات شد. نتیجه‌گیری کارکرد جنوآ این بود که اگرچه این برنامه، به مقام‌های رسمی در درک بهتر اطلاعات پیچیده، کمک می‌کرد اما سرعت اجرای آن، پایین بود. پژوهش‌های آغاز شده با جنوآ، خیلی زود با برنامه دنباله آن، پروژه جنوآ ۲ ادامه یافتند. یکی از هدف‌های این برنامه جانشین، افزایش سرعت تحلیل بود.
آژانس اطلاعات دفاعی، فعالانه از جنوآ استفاده کرد.